# Wyższa Szkoła Handlowa im. Bolesława Markowskiego w Kielcach
Wyższa Szkoła Handlowa im. Bolesława Markowskiego w Kielcach – była niepubliczna szkoła wyższa, powstała w 1993 roku w Kielcach.

## Charakterystyka
W ciągu swojego istnienia, z jednokierunkowej wyższej szkoły ekonomicznej przekształciła się w uczelnię o charakterze uniwersalnym, kształcącą studentów na kierunkach ekonomicznych, technicznych, humanistycznych, a nawet na kierunku artystycznym.
Wyższa Szkoła Handlowa posiadała prawo nadawania tytułu licencjata lub inżyniera na kierunkach: Zarządzanie, Ekonomia, Administracja, Pedagogika, Elektronika i Telekomunikacja, Budownictwo oraz Wzornictwo na trzyletnich lub 3,5-letnich studiach zawodowych prowadzonych systemem: dziennym (stacjonarnym), zaocznym i eksternistycznym (niestacjonarnym), a od czerwca 2001 roku posiadała prawo prowadzenia studiów magisterskich na kierunku Ekonomia.
Uczelnia z dniem 9 maja 2016 roku została postawiona w stan likwidacji.

## Wydziały i kierunki kształcenia
- Wydział Ekonomii i Zarządzania
  - ekonomia
  - zarządzanie
  - logistyka

- Wydział Nauk Technicznych i Wzornictwa
  - elektronika i telekomunikacja
  - budownictwo
  - wzornictwo

- Wydział Administracyjno-Humanistyczny
  - administracja
  - pedagogika

- Zamiejscowy Wydział Nauk Ekonomicznych w Tarnobrzegu
  - ekonomia
  - bezpieczeństwo wewnętrzne
  - stosunki międzynarodowe

- Wydział Zamiejscowy w Ostrowcu Świętokrzyskim
  - logistyka

## Szkoła Zarządzania i Marketingu
Powstała w 1991 roku. Była ona założycielem Wyższej Szkoły Handlowej w Kielcach, najstarszej niepublicznej uczelni w mieście.
Od 1992 roku SZiM prowadziła BUSINESS COLLEGE Policealne Studium Zawodowe dla Dorosłych.
Szkoła była prężnie rozwijającą się instytucją szkoleniową w regionie. W ciągu całego okresu działalności w kursach i szkoleniach wzięło udział prawie 8000 osób.
Szkoła Zarządzania i Marketingu realizowała takie projekty jak: „WIEDZA=PRACA=SUKCES” i „EuroJezyki.pl”.
Poza funkcją dydaktyczną WSH realizowała także inne cele:
- Jako pierwsza uczelnia niepaństwowa uruchomiła Biuro Promocji Studentów i Absolwentów „KARIERA” zrzeszone w Ogólnopolskiej Sieci Biur Karier.
- Posiadała własne wydawnictwo.
- Zrealizowała wiele programów UE m.in. „SCENO – Świętokrzyskie Centrum Edukacji Na Odległość”, „Kapitał Ludzki Potencjałem Firmy” i „Studia Podyplomowe Szansą Rozwoju Kadr”.
- Prowadziła projekt „Europejski Program Doskonalenia Informatycznego”.
- Przy WSH działał „Portal Innowacyjnego Transferu Wiedzy w Nauce”, którego podstawowym celem było stworzenie innowacyjnej i unikalnej platformy wymiany wiedzy, informacji i dokonań naukowych udostępnionych dla szerokiego ogółu internautów.
- WSH była także organizatorem wielu sympozjów naukowych i naukowo-technicznych m.in. „Eksploatacja, utrzymanie budynków i obiektów budowlanych”, „Problemy gospodarki regionalnej i lokalnej w regionie świętokrzyskim”.